# 小帽螺
小帽螺是仁螺总目科库螺总科小帽螺科小帽螺属的一种。主要分布于韩国、台湾，常栖息在深海。